# چنگچه
چنگچه (به لهستانی:  Czyńcze) یک روستا در لهستان است که در گمینا کالینووو واقع شده‌است. چنگچه ۶۰ نفر جمعیت دارد.